# Monoxid de dicarbon
Monoxidul de dicarbon (C2O) este un compus extrem de reactiv, care conține doi atomi de carbon și unui de oxigen legați prin legătură covalentă. Este produs prin fotoliza suboxidului de carbon.  Este asemănător cu monoxidul de carbon (CO), dioxidul de carbon (CO2) și suboxidul de carbon (C3O2).
C3O2  → CO  + C2O
Compusul este destul de stabil pentru a se putea observa reacțiile cu acid azotic și dioxid de azot. 